# Міріам Штейн
Міріам Штейн (нар. 10 травня 1988, Відень) — австрійсько-швейцарська актриса. Найвідоміша на міжнародному рівні завдяки головній ролі Шарлотти в німецькій телевізійній драмі «Наші матері, наші батьки» (2013).

## Життя
Міріам Штейн народилася у Відні, Австрії від першого шлюбу швейцарського телеведучого Дітера Мура з австрійською театральною режисеркою Марі-Луїзою Штейн. Вона німецько-єврейського походження; її дідусь по батьківській лінії був жертвою Голокосту з Німеччини. Штейн виросла у Відні, спочатку вона хотіла бути танцівницею і відвідувала спеціальну середню школу, яка працювала при опері. Однак проблеми зі здоров'ям змусили її кинути цю кар'єру і перейти в державну середню школу, де вона склала атестат.
Вперше Штейн стояла перед камерою у віці одинадцяти років для головної ролі у фільмі Пітера Райхенбаха «Дівчина з-за кордону» (нім. Das Mädchen aus der Fremde) (1999), з Крістіаном Колундом та Марейке Каррієр. За свою акторську гру збентеженої дитини-біженки з Косово вона отримала Німецьку телевізійну премію в 2001 році. З 2006 по 2009 роки здобула ступінь магістра мистецтв у галузі театру (спеціалізація акторська майстерність) під час навчання в Цюріхському університеті мистецтв (ZHdK) і рік провела за кордоном у Парижській Вищій національній консерваторії драматичного мистецтва.
Міріам Штейн була представлена широкій аудиторії як провідна актриса в романтичній драмі Гете! (2010) разом із головним героєм Олександром Фелінгом та Моріцем Бляйбтроєм, який охопив понад 600 000 глядачів кінотеатрів у Німеччині. Роль Лотти Бафф принесла їй нагороду за нові обличчя за найкращу молоду актрису в 2011 році. У німецькому телевізійному серіалі «Наші матері, наші батьки» (2013) про покоління тоді 20-річних підлітків у Другій світовій війні Штейн зіграла одну з п'яти головних ролей – Шарлотту.
У фільмі ZDF Унтерлейтен – розірване село за романом Джулі Зе, вона зіграла Лінду Францен, любительку коней та партнера розробника гри Фредеріка Вакса (Якоба Матченца), яка разом переїжджає з Берліна в Унтерлейтен у Бранденбурзі, де вони придбали невелику земельну ділянку з віллою.
Міріам Штейн живе в селі в Бранденбурзі і з 2009 року підтримує стосунки з актором Фолькером Брухом, який також згодом з’явився у фільмі «Наші матері, наші батьки». У березні 2017 року було оголошено, що вони народили дитину.
Разом із акторами Феліною Рогган та Моріцем Вірбумом, а також режисеркою Лорою Фішер Штейн сформулювала 13-пунктів «зеленого повороту» у 2020 році, реалізація яких покликана допомогти в боротьбі з кліматичною кризою. Потім більше 100 акторів підписали апеляцію. Заклик науково супроводжував кліматолог Дірк Ноц.
У п'яти епізодах швейцарського кримінального трилера ORF вона зіграла роль слідчої Граца Сандри Мор разом із Харі Принцом.

## Фільмографія (вибірково)

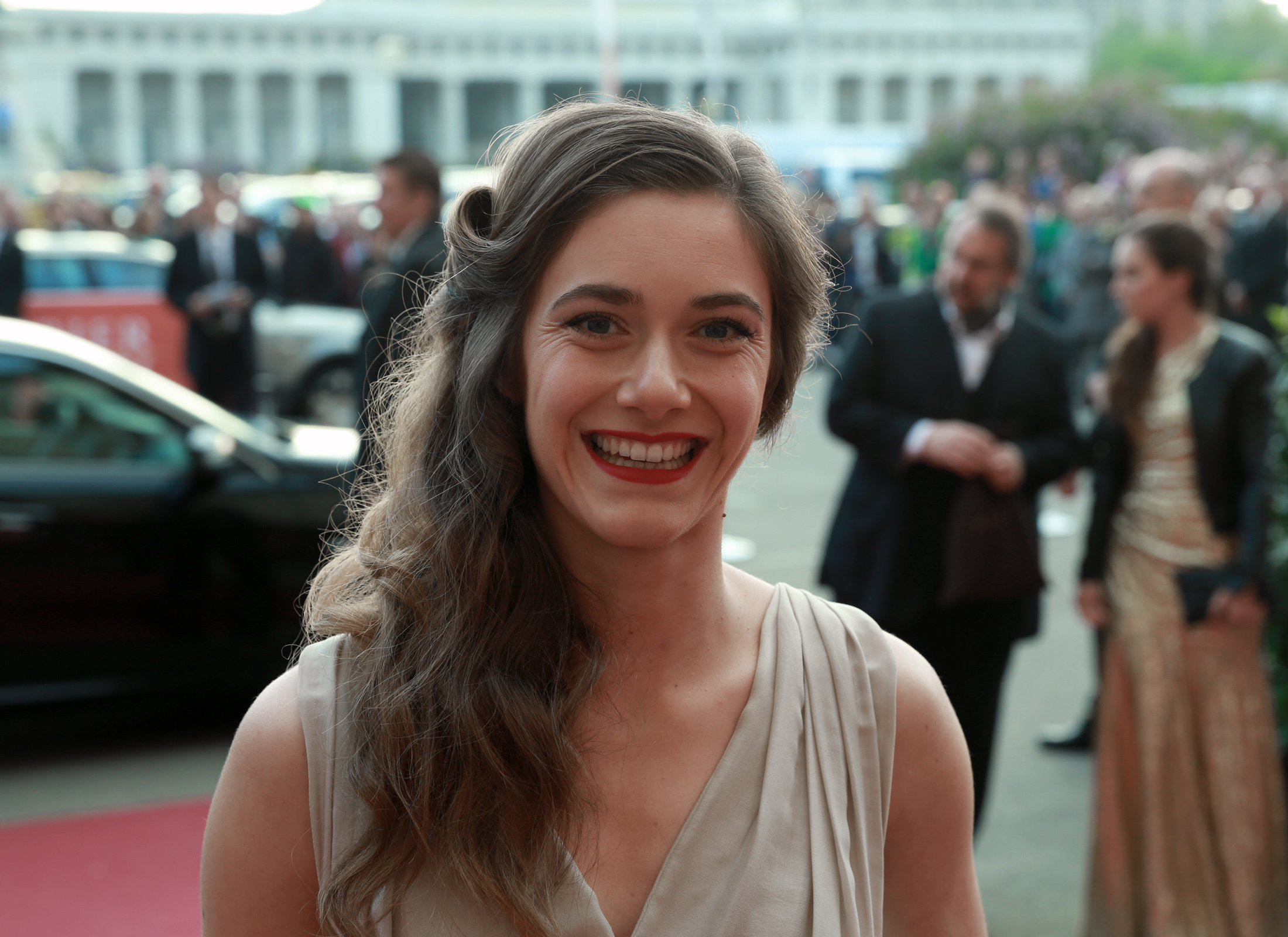
Міріам Штейн на премії Romy Awards 2014

- 1999: Дівчина з-за кордону
- 2001: Смерть через звільнення
- 2004: Все через Халка
- 2007: Любов і божевілля
- 2008: Джиммі
- 2009: Завтра після (короткометражний фільм)
- 2009: Аліса – Париж (короткометражний фільм)
- 2009: Останній сніг (короткометражний фільм)
- 2009: Людина, яка нічого не хотіла (короткометражний фільм)
- 2010: 180 ° – Коли ваш світ раптово перевертається з ніг на голову
- 2010: Neue Vahr Süd - режисер Герміне Хантгебурт
- 2010: Гете! - Режисер Філіп Штельцл
- 2011: Хлопчик-контрактник - режисер Маркус Імбоден
- 2012–2015: Чотири жінки та смерть (серіал, 23 серія)
- 2012: Omamamia — режисер Томі Віганд
- 2013: Наші матері, наші батьки (серіал із трьох частин) - режисер Філіп Кадельбах
- 2014: Там і далеко — режисер Крістіан Цюберт
- з 2014: Ландкрімі (серіал)
  - 2014: Steirerblut — режисер Вольфганг Мурнбергер
  - 2018: Steirerkind — режисер Вольфганг Мурнбергер
  - 2019: Steirerkreuz — режисер Вольфганг Мурнбергер
  - 2020: Steirerwut — режисер Вольфганг Мурнбергер
- 2015: Das goldene Ufer — Режисер: Крістоф Шреве (телефільм)
- 2015: Команда (серіал, вісім серій)
- 2015: Маленький, великий голос — режисер Вольфганг Мурнбергер
- 2016: Готхард — режисер Урс Еггер
- 2018: 100 речей та нічого зайвого — режисер Флоріан Девід Фіц
- 2019: Тіньовий друг — режисер Майкл Шнайдер
- 2020: Москва просто! — режисер: Міха Левінський
- 2020: Унтерлейтен — розірване село (серіал із трьох частин) — режисер Матті Гешоннек

## Нагороди
- 2001: Німецька телевізійна премія за «Дівчину з-за кордону»
- 2011: Премія «Нові обличчя» за найкращу молоду актрису в Гете!
- 2013: Баварська телевізійна премія: Спеціальний приз для акторського ансамблю «Наші матері, наші батьки» (разом з Катаріною Шютлер, Фолькером Брухом, Томом Шиллінгом та Людвігом Трепте)
- 2014: Кінофільм та телевізійна премія Romy Awards як найпопулярніша актриса за Наші мами, наші батьки
- 2020: Швейцарська кінопремія 2020 у категорії Краща актриса за Москва Просто!

- Міріам Штейн на сайті Filmportal.de(нім.)(англ.)
- Міріам Штейн [Архівовано 14 квітня 2021 у Wayback Machine.] в агентстві Homebase
- Фотографії [Архівовано 3 травня 2019 у Wayback Machine.] Міріам Штейн на світовій прем'єрі її фільму " Гете"! а також прес-захід (Берлін, 4-й та 12-й Жовтень 2010)